# 亚布力林业局
亚布力林业局，又称亚布力重点国有林管理局是中国龙江森林工业集团（黑龙江省森林工业总局）所属的一个林业局，分属松花江林业管理局。施业区地跨哈尔滨市下属的尚志市、方正县、延寿县。在尚志市的区域列为一个类似乡级单位。
亚布力原名牙不洛尼，俄语苹果园的意思。原是清朝皇家禁地，鄂伦春族、鄂温克族为原住民。亚布力林业局始建于1958年。施业区总面积378503公顷，分布于尚志市、方正县、延寿县境内。区域南北长、东西窄。南北平均距离105公里，东西平均距离36公里，最宽处50.8公里，最窄处21公里。森林资源总蓄积2,039.9万立方米，林业人口近5万人。林业局下设15个林场（所），24个直属单位。2011年，全林区实现社会总产值10.5亿元人民币，实现经营利润5755万元人民币。
2018年林区法院改革后，司法管辖归属亚布力人民法院。区域内设有亚布力国家森林公园、亚布力滑雪旅游度假区。

## 行政区划
在尚志市，亚布力林业局下辖以下单位：
第一社区、第二社区、第三社区、第四社区、第五社区、第六社区、第七社区、第八社区、第九社区、鱼池经营所、石头河子经营所、亮河经营所、青龙经营所、红星经营所、胜利经营所、庆阳经营所、青云经营所、红旗林场、曙光林场、锦山林场、华山林场、跃进林场、宝兴林场、宝山林场、虎峰实验林场、中和林场、双和林场。